# Guy Gabay
Guy Gabay (18 juli 1993) is een Israëlisch voormalig professioneel wielrenner die in 2015 en 2016 uitkwam voor Cycling Academy Team.

## Carrière
In 2011 werd Gabay nationaal juniorenkampioen op de weg door Roy Goldstein in een sprint-à-deux te verslaan.
Voor het seizoen 2015 tekende hij een contract bij het nieuwe Cycling Academy Team. In zijn eerste seizoen werd hij onder meer tweede in het nationale wegkampioenschap, achter Guy Sagiv. In 2016 behaalde Gabay zijn eerste UCI-overwinning bij de eliterenners door de Hets Hatsafon, een Israëlische eendagskoers die dat jaar voor het eerst op de UCI-kalender stond, te winnen.

## Overwinningen
2011
 Israëlisch kampioen op de weg, Junioren
2016
Hets Hatsafon

## Ploegen
- 2015 –  Cycling Academy Team
- 2016 –  Cycling Academy Team

Angulo · Bear · Daško · Einhorn · Gabay · Goldstein · Krasnodębski · Malovec · Migdał · Piaskowy · Sagiv · Talaga · Turek · Warchoł · Zilberstein